# Jeff Corey
Jeff Corey ou Arthur Zwerling (10 de agosto de 1914 - 16 de agosto de 2002) foi um ator norte-americano de teatro e cinema que se tornou um renomado professor de atuação após ser colocado na lista negra na década de 1950.

## Biografia e carreira
Corey frequentou a New Utrecht High School, em Brooklyn, Nova Iorque e foi ativo na Sociedade Dramática da escola. Em meados da década de 1930, ele atuou no Clare Tree Major Children's Theatre de Nova Iorque. Quando Corey começou a fazer filmes, seu agente sugeriu que ele mudasse seu nome para Arthur Zwerling, e ele aceitou.
Ele trabalhou com Jules Dassin, Elia Kazan, John Randolph e outras personalidades teatrais liberais. Embora tenha participado de algumas reuniões do Partido Comunista, Corey nunca aderiu. Veterano da Segunda Guerra Mundial, Corey serviu a Marinha dos Estados Unidos. Seu livro de memórias, Improvising Out Loud: My Life Teaching Hollywood How To Act, que ele escreveu com sua filha, Emily Corey, foi publicado pela Universidade de Kentucky. Seu amigo de longa data e ex-aluno Leonard Nimoy foi responsável por escrever o prefácio do livro.

### Hollywood
Corey mudou-se para Hollywood em 1940 e tornou-se ator. Um de seus papéis no cinema foi em Superman and the Mole Men (1951), que mais tarde foi editado em um episódio de duas partes do seriado de televisão The Adventures of Superman, renomeado "The Unknown People". Sua representação de um vigilante xenófobo refletia coincidentemente o que estava prestes a acontecer com ele. Antes do show, Corey apareceu em Frankenstein Meets the Wolf Man (1943).

### Lista negra
A carreira de Corey terminou no início dos anos 1950, quando ele foi convocado perante o Comitê de Atividades Antiamericanas da Câmara. O ator se recusou a fornecer nomes de alegados comunistas e subversivos na indústria do entretenimento e chegou ao ponto de ridicularizar o painel, oferecendo críticas ao depoimento das testemunhas anteriores. Isso o acarretou a ficar na lista negra por 12 anos. "A maioria de nós éramos Reds aposentados. Tínhamos saído, pelo menos eu, anos antes", disse Corey a Patrick McGilligan, coautor de Tender Comrades: A Backstory of the Hollywood Blacklist, que leciona cinema na Marquette University. “A única questão era: você queria apenas dar a eles seus nomes simbólicos para que pudessem continuar sua carreira, ou não? Não tive impulso de defender um ponto de vista político que não me interessasse mais particularmente... Eles só queriam dois novos nomes para que pudessem distribuir mais intimações."
Enquanto seu nome estava na lista negra, Corey aproveitou sua experiência em vários workshops de atores (incluindo o Laboratório de Atores, que ele ajudou a estabelecer) procurando trabalho como professor de atuação. Ele logo se tornou um dos professores mais influentes de Hollywood. Seus alunos, em vários momentos, incluíam Robert Blake, Carol Burnett, James Coburn, Richard Chamberlain, James Dean, Jane Fonda, Peter Fonda, Michael Forest, James Hong, Luana Anders, Sally Kellerman, Shirley Knight e Bruce Lee.

### Década de 1960
Em 1962, Corey começou a trabalhar novamente no cinema e permaneceu ativo até a década de 1990. Ele interpretou Hoban em The Cincinnati Kid (1965), Tom Chaney, o principal vilão de True Grit (1969), e Sheriff Bledsoe em Butch Cassidy and the Sundance Kid (também de 1969), que diz aos personagens-título: "Eu nunca conheci uma alma mais afável do que você, Butch, ou mais rápida do que Kid, mas você ainda não passa de bandidos fora-da-lei em fuga. Acabou, não entendeu? Seu tempo acabou e você vai morrer sangrando, e tudo que você pode fazer é escolher onde." Em Seconds (1966), um drama de ficção científica dirigido por John Frankenheimer e estrelado por Rock Hudson, Corey com Will Geer e John Randolph interpretaram executivos ricos que optam por recomeçar suas vidas com novas identidades.
Corey interpretou um detetive de polícia no thriller psicológico The Premonition (1976) e reprisou o papel do xerife Bledsoe na prequela Butch e Sundance: The Early Days (1979). Ele também interpretou Wild Bill Hickok em Little Big Man (1970). Corey dirigiu alguns dos testes de tela de Superman (1978), que podem ser vistos nos extras do DVD, e interpretou Lex Luthor em vários testes.[carece de fontes?]

## Vida pessoal e morte
Corey e sua esposa Hope estavam casados há 64 anos quando ele morreu, aos 88 anos, em 16 de agosto de 2002.

## Filmografia

### Filmes
- I Am the Law (1938) como Ladrão
- ...One Third of a Nation... (1939) como Homem na multidão
- Third Finger, Left Hand (1940) como Johann
- Bitter Sweet (1940) como 2º Homem nas escadarias
- You'll Find Out (1940) como Sr. Corey
- Petticoat Politics (1941) como Henry Trotter
- The Lady from Cheyenne (1941) como Repórter
- Mutiny in the Arctic (1941) como The Cook
- The Devil and Daniel Webster (1941) como Tom Sharp
- You Belong to Me (1941) como Sr. Greener
- Paris Calling (1941) como Secretário
- North to the Klondike (1942) como Lafe Jordan
- Roxie Hart (1942) como Orderly
- Who Is Hope Schuyler? (1942) como Enfermeiro
- The Man Who Wouldn't Die (1942) como Coronel Tim Larsen
- Small Town Deb (1942) como Hector
- Syncopation (1942) como Kit's Attorney
- The Postman Didn't Ring (1942) como Harwood Green
- Girl Trouble (1942) como Mr. Mooney
- Tennessee Johnson (1942) como Capitão
- Frankenstein Meets the Wolf Man (1943) como Crypt Keeper
- The Moon Is Down (1943) como Albert
- Aerial Gunner (1943) como Membro da equipe de vôo
- My Friend Flicka (1943) como Tim Murphy
- Somewhere in the Night (1946) como Bank Teller
- It Shouldn't Happen to a Dog (1946) como Sam Black
- Rendezvous with Annie (1946) como Howard
- The Killers (1946) como "Blinky" Franklin
- The Shocking Miss Pilgrim (1947) como Estenógrafo
- California (1947) como Clem
- Ramrod (1947) como Bice
- Miracle on 34th Street (1947) como Repórter
- Brute Force (1947) como Freshman Stack
- Hoppy's Holiday (1947) como Jed
- Unconquered (1947) como Trapper
- The Flame (1947) como O estranho
- The Gangster (1947) como Karty's Brother-in-Law
- Alias a Gentleman (1948) como Zu
- The Wreck of the Hesperus (1948) como Joshua Hill
- Let's Live Again (1948) como Garçom
- Homecoming (1948) como Fumante
- I, Jane Doe (1948) como Policial
- Canon City (1948) como Carl Schwartzmiller
- A Southern Yankee (1948) como Union Cavalry Sergeant
- Joan of Arc (1948) como Guarda
- Kidnapped (1948) como Shaun
- Wake of the Red Witch (1948) como Sr. Loring
- Hideout (1949) como Beecham
- City Across the River (1949) como Policial Lieutenant Louie Macon
- Roughshod (1949) como Jed Graham
- Home of the Brave (1949) como Doutor
- Follow Me Quietly (1949) como Policial Sgt. Art Collins
- Scene of the Crime (1949) como Man Arrested with Switchblade
- Bagdad (1949) como Mohammed Jao
- The Nevadan (1950) como Bart
- Singing Guns (1950) como Richards
- The Outriders (1950) como Keeley
- Rock Island Trail (1950) como Abraham Lincoln
- Bright Leaf (1950) como John Barton
- The Next Voice You Hear... (1950) como Freddie Dibson
- Fourteen Hours (1951) como Policial Sgt. Farley
- Rawhide (1951) como Luke Davis
- Only the Valiant (1951) como Joe Harmony
- New Mexico (1951) como Coyote
- Sirocco (1951) como Feisal
- The Prince Who Was a Thief (1951) como Emir Mokar
- Never Trust a Gambler (1951) como Lou Brecker
- Red Mountain (1951) como Sgt. Skee
- Superman and the Mole Men (1951) como Luke Benson
- The Balcony (1963) como Bishop
- The Yellow Canary (1963) como Joe Pyle[1]
- Lady in a Cage (1964) como George L. Brady Jr. aka Repent
- The Treasure of the Aztecs (1965) como Abraham Lincoln
- Pyramid of the Sun God (1965)
- Once a Thief (1965) como Lt. Kebner SFPD
- Mickey One (1965) como Larry Fryer
- The Cincinnati Kid (1965) como Hoban
- Seconds (1966) como Mr. Ruby
- In Cold Blood (1967) como Mr. Hickock[1]
- The Boston Strangler (1968) como John Asgeirsson
- Impasse (1969) como Wombat
- True Grit (1969) como Tom Chaney
- Butch Cassidy and the Sundance Kid (1969) como Sheriff Bledsoe[1]
- Beneath the Planet of the Apes (1970) como Caspay
- Getting Straight (1970) como Dr. Edward Willhunt
- They Call Me Mister Tibbs! (1970) como Captain Marden
- Cover Me Babe (1970) como Paul
- Little Big Man (1970) como Wild Bill Hickok[1]
- Clay Pigeon (1971) como Doutor
- Shoot Out (1971) como Trooper
- Catlow (1971) como Merridew
- Something Evil (1972, TV Movie) como Gehrmann
- Paper Tiger (1975) como Sr. King
- Banjo Hackett: Roamin' Free (1976) como Juiz Janeway
- The Premonition (1976) como Lieutenant Mark Denver
- The Last Tycoon (1976) como Doutor
- Rooster: Spurs of Death! (1977) como Kink
- Moonshine County Express (1977) como Hagen
- Curse of the Black Widow (1977, TV Movie) como Aspa Soldado
- Oh, God! (1977) como Rabbi Silverstone
- Captains Courageous (1977, TV Movie) como Salters
- Jennifer (1978) como Luke Baylor
- The Wild Geese (1978) como Sr. Martin
- The Pirate (1978, TV Movie) como Príncipe Feiyad
- Butch and Sundance: The Early Days (1979) como Xerife Ray Bledsoe
- Up River (1979) como Bagshaw
- Battle Beyond the Stars (1980) como Zed
- The Sword and the Sorcerer (1982) como Craccus
- Conan the Destroyer (1984) como Grand Vizier
- Creator (1985) como Dean Harrington
- Fist of the North Star (1986, Streamline) como Ryuuken/Narrador (1991) – Voz
- Tajna manastirske rakije (1988) como Coronel Frazier
- Messenger of Death (1988) como Willis Beecham
- Bird on a Wire (1990) como Lou Baird
- The Judas Project (1990) como Poneras
- Ruby Cairo (1992) como Joe Dick
- Beethoven's 2nd (1993) como Gus
- Color of Night (1994) como Ashland
- Surviving the Game (1994) como Hank
- American Hero (1997)
- Ted (1998) como Professor

### Televisão
- The Outer Limits  – Byron Lomax (1963)
- The Wild Wild West – 2 episódios:
  - "The Night of a Thousand Eyes" – Capitão Ansel Coffin (1965)
  - "The Night of the Underground Terror" – Coronel Tacitus Mosely (1968)
- Bonanza – 2 epidódios:
  - Season eight – Tuck Dowling (1966)
  - Season 12 – Frank Brennan (1971)
- Star Trek – Plasus (1969)
- Hawaii Five-O – 2 episódios:
  - "King of the Hill" – Dr. William Hanson (1969)
  - "Highest Castle, Deepest Grave" – Duncan (1971)
- Gunsmoke –  Juiz Procter (1969)
- Night Gallery – Dr. Miles Talmadge (1970)
- Mannix – Paul Sorenson (1971)
- Alias Smith and Jones – (1972):
  - "The Men That Corrupted Hadleyburg" (Diretor)
  - "The Day the Amnesty Came Through" – Governor George W. Baxter
- Walt Disney's Wonderful World of Color  – Gen. McClellan (1972)
- Search – Dr. Carl Moen (1972)
- Police Story –  Advogado de defesa (1973)
- Owen Marshall: Counselor at Law  – Monsignor Morell (1973)
- The Bob Newhart Show – Dr. Scott Rivers (1973)
- Hawkins –  (1974)
- Paper Moon – Jeb Crew (1974)
- The Six Million Dollar Man – Orin Thatcher (1975)
- Starsky and Hutch – Andrew Mello (1975)
- Kojak – Frank Raynor (1975)
- McCloud –  Sheik Kipal (1976)
- The Bionic Woman – Thomas Bearclaw (1977)
- Testimony of Two Men – William Simpson (1977)
- Greatest Heroes of the Bible – Saul (1978)
- Fantasy Island – Tibur (1978)
- Barney Miller – dois episódios:
  - "The Prisoner" – Ralph Timmons (1978)
  - "The Desk" – Caleb Webber (1979)
- One Day at a Time –  Sr. Romano (1979)
- Little House on the Prairie – dois episódios:
  - "Barn Burner" – Juiz Parker (1979)
  - "Blind Justice" – Edgar Mills (1981)
- Night Court – dois episódios:
  - "Santa Goes Downtown" – Papai Noel (1984)
  - "The Night Off" – Juiz Hirsch (1986)
- Simon & Simon  – Policial Sgt. Spencer (1985)
- The A-Team –  A.J. Bancroft (1986)
- Perfect Strangers – Henry Casselman (1987)
- War of the Worlds – Francis Flannery (1988)
- Jake and the Fatman – Juiz Ralph Colella (1989)
- Roseanne – Vendedor (1989)[10]
- Beauty and the Beast – Winston Burke (1990)
- Picket Fences – Capitão (1995)
- The Marshal – Alex Cooper (1995)
- Spider-Man: The Animated Series – Elderly Silvermane (Voz) (1995–1997)
- Babylon 5 – 3º temporada, episódio 22 – Justin (1996)